# Armorial des localités de Hongrie/G-Gy
Cette page donne les armoiries des localités de Hongrie, commençant par les lettres G et Gy.

## Ga-Gá

Gáborján
Gadány
Gádoros
Gagybátor
Gagyvendégi
Galambok
Galgagyörk
Galgahévíz
Galgamácsa
Gálosfa
Galvács
Gánt
Gara
Garabonc
Gárdony
Gasztony
Gátér
Gávavencsellő

## Ge-Gé

Géberjén
Gecse
Géderlak
Gégény
Gelej
Gellénháza
Gelse
Gelsesziget
Gencsapáti
Gérce
Gerendás
Geresdlak
Gerjen
Gersekarát
Geszt
Geszteréd
Gétye

## Gi

Gic
Girincs

## Go-Gó-Gö-Gő

Göd
Gödöllő
Gödre
Gombosszeg
Gömörszőlős
Gönc
Göncruszka
Gönyű
Gór
Görbeháza
Görcsöny
Görcsönydoboka
Gősfa

## Gu

Gulács
Gutorfölde

## Gya-Gyá

Gyál
Gyarmat

## Gye

Gyenesdiás
Gyepükaján

## Gyo-Gyó-Gyö-Győ

Gyód
Gyomaendrőd
Gyömrő
Gyöngyös
Gyöngyösfalu
Gyöngyösmellék
Gyöngyösoroszi
Gyöngyöspata
Gyöngyöstarján
Gyönk
Győr
Győrasszonyfa
Györe
Györgytarló
Györköny
Győrladamér
Gyóró
Győröcske
Győrság
Győrsövényház
Győrszemere
Győrtelek
Győrújbarát
Győrújfalu
Győrvár
Győrzámoly

## Gyu-Gyú-Gyü

Gyugy
Gyula
Gyulaháza
Gyulaj
Gyüre
Gyúró